# Фил Хоган
Фил Хоган (на английски: Phil Hogan) е ирландски политик от партията „Фине Гейл“.

## Биография
Роден е на 4 юли 1960 година в Килкени в селско семейство. Завършва икономика и география в колежа на Ирландския национален университет в Корк, след което се връща в семейната ферма, занимава се и със застраховане и недвижими имоти. През 1982 година е избран в местния общински съвет и го оглавява на два пъти през 80-те години. През 1989 година е избран за депутат, а през 2011 – 2014 година е министър на околната среда, общностите и местната администрация.
През 2014 – 2019 година е еврокомисар за селското стопанство и развитието на селските райони в Комисията „Юнкер“. След това става еврокомисар за търговията в Комисията „Фон дер Лайен“.